# Mario Bilate
Mario Bilate (* 16. Juli 1991 in Moskau) ist ein niederländischer Fußballspieler, der zuletzt beim RKC Waalwijk spielte.

## Karriere
Mario Bilate wurde als Sohn eines Äthiopiers und einer Russin in Moskau geboren. Seine Fußballkarriere begann er in den Niederlanden, wohin er mit seiner Familie in den 1990er ausgewandert war. Zunächst spielte er in der Jugend von Sparta Rotterdam, danach bei XerxesDZB aus dem Rotterdamer Stadtteil Zevenkamp. Hier war er für den Verein, der in den 1960er Jahren in der Eredivisie spielte, in der Saison 2010/11 erstmals in der Herrenmannschaft aktiv, die mittlerweile nur noch in der Hoofdklasse spielten. Im Januar 2011 kehrte Bilate zurück zu Sparta. Für den damaligen Zweitligisten absolvierte er bis zum Saisonende 2013/14 in drei Jahren 77 Spiele, bei denen er 17 Treffer erzielen konnte. Im Juli 2014 wechselte der Stürmer ablösefrei zum schottischen Erstligisten Dundee United, bei dem er einen Zweijahresvertrag unterschrieb. Sein Debüt feierte er am 1. Spieltag der Saison 2014/15 gegen den FC Aberdeen, als er für Gary Mackay-Steven eingewechselt wurde. Drei Tage später erzielte er nach einer Einwechslung für Keith Watson den Siegtreffer in der Partie gegen den FC Motherwell. Bis zum Ende der Saison kam er verletzungsbedingt auf insgesamt 14 Einsätze. Mit United erreichte er in seiner Debütsaison das Finale um den Schottischen Ligapokal, das gegen Celtic Glasgow verloren wurde. Im November 2015 wurde sein Vertrag in Dundee aufgelöst. Ein Jahr später spielte er jedoch wieder. Bilate unterschrieb einen Vertrag bei FC Den Bosch. Wiederum ein Jahr später spielte er beim FC Emmen. Nächstes Jahr unterschrieb er beim RKC Waalwijk, stieg ein Jahr später mit Waalwijk auf und debütierte in der Eredivisie gegen VVV-Venlo am 3. August 2019 (1:3).